# Perth Arena
Perth Arena, od září 2018 oficiálně RAC Arena, je moderní víceúčelová aréna v Perthu, hlavním a největším městě australského spolkového státu Západní Austrálie. Leží v centru na ulici Wellington Street, poblíž bývalé haly Perth Entertainment Centre. Oficiálním datem otevření se stal 10. listopad 2012. Výstavba byla součástí první fáze urbanistické obnovy města (Perth City Link) odehrávající se na ploše 13,5 hektarů.
Arénu navrhly architektonické firmy Ashton Raggatt McDougall a Cameron Chisholm Nicol. Vzhled vychází z geometrické skládačky Eternity puzzle. Pořádají se v ní sportovní a kulturní události. Kapacita pro tenisová utkání činí 13 910 diváků. Maximální návštěvnost basketbalových zápasů je 14 846 fanoušků. Pravidelná ligová střetnutí australské národní soutěže v košíkové může sledovat 13 000 osob. Koncertním vystoupením může přihlížet publikum 15 500 posluchačů. Součástí stadionu je zatahovací střecha, 36 luxusních sky boxů, 680 parkovacích míst v podzemí, 5 oddělených prostorů pro konání akcí a nájezdy umožňující kamionům přímý vjezd do podlaží haly.
Vlastníkem arény je společnost VenuesWest, která spravuje také stadiony Challenge Stadium, WA Basketball Centre, Arena Joondalup, a další zařízení v zastoupení západoaustralské vlády. Tuto společnost řídí AEG Ogden – australasijská divize AEG Worldwide. Západoaustralský kabinet uzavřel v létě 2018 pětiletou smlouvu v hodnotě 10 milionů australských dolarů na prodej práv názvu arény s motoklubem RAC WA (Royal Automobile Club of Western Australia), podnikajícím v automobilovém pojišťovnictví či cestovním ruchu. V září 2018 tak došlo k přejmenování na RAC Arena. Tento krok byl předvolebním slibem místní vlády, která finančním ziskem částečně sanovala ztrátový rozpočet.
Prvním generálním manažerem arény byl David Humphreys, který tuto funkci zastával již v perthském zábavním centru (Perth Entertainment Centre) a v sydneyské Allphones Arena. Dva měsíce před oficiálním otevřením stadionu zemřel. AEG Ogden pak 3. října 2012 oznámila, že se prozatímním generálním manažerem stane Steve Hevern.
Aréna je domovským stadionem mužského basketbalového týmu Perth Wildcats hrajícího National Basketball League. Od roku 2023 se stala dějištěm tenisového turnaje smíšených týmů United Cup, který nahradil tři ročníky mužského ATP Cupu. V letech 2013–2019 v ní probíhalo mezinárodní mistrovství ITF smíšených družstev v tenise – Hopmanův pohár.

## Koncerty

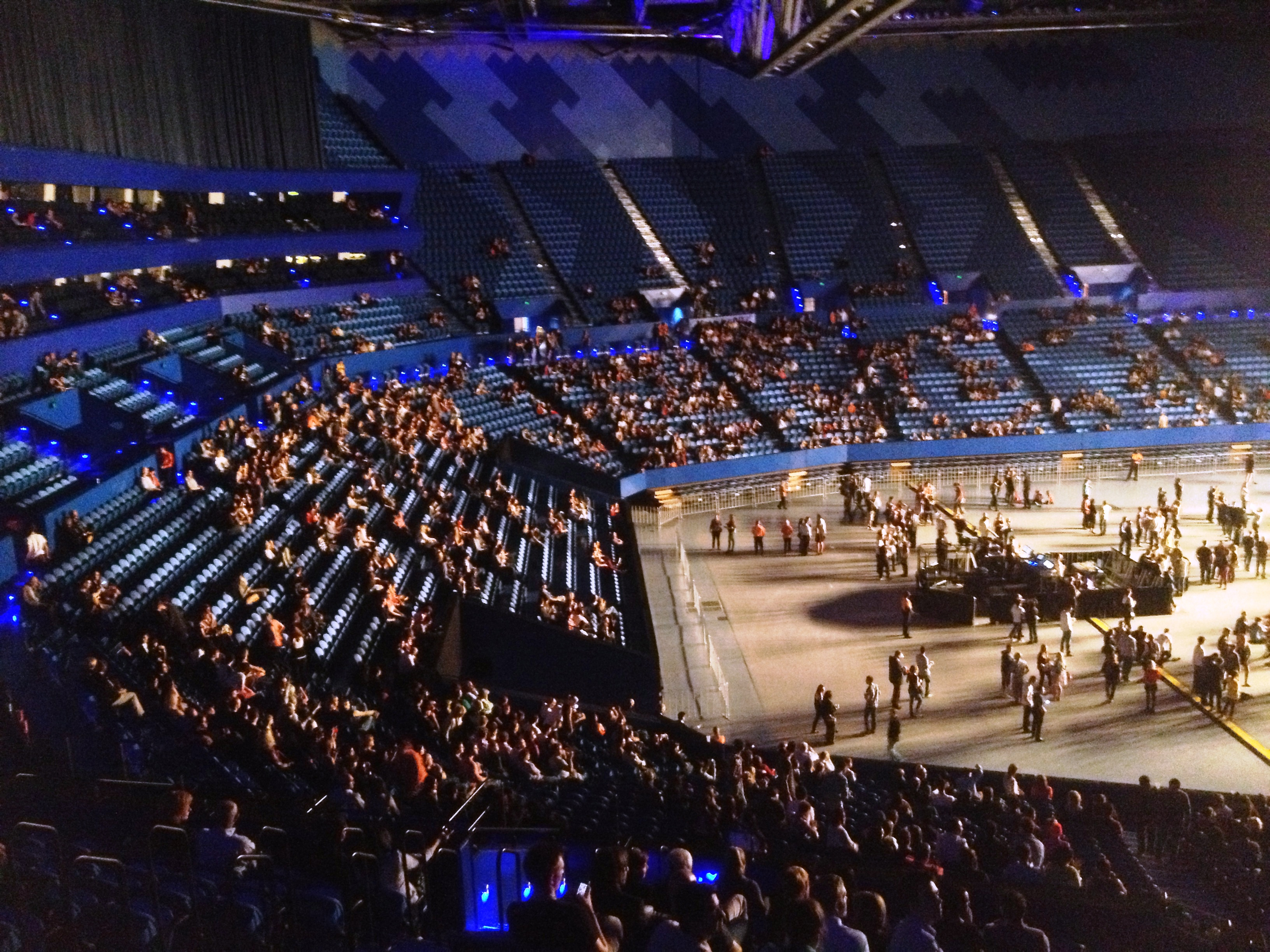
Interiér arény během koncertu „Plug into Perth“, 2. listopadu 2012

Vyjma sportovních událostí je aréna místem koncertních vystoupení. Interiér může být specificky upraven pro potřeby kulturních akcí v závislosti na druhu představení a počtu diváků. V rámci oficiálního otevření haly v ní 10. listopadu 2012 vystoupil Elton John, a to během jeho turné 40th Anniversary of the Rocket Man. Původně měl halu svým koncertem otevřít George Michael, který musel závazek odříci ze zdravotních důvodů.
Před prvním oficiálním vystoupením 2. listopadu 2012 v hale proběhly testovací koncerty série „Plug into Perth“, na nichž se představili západoaustralští hudebníci Drapht, Sugar Army a Split Seconds. Během otevíracího týdne zahráli také Matchbox Twenty a Nickelback. Následně se na pódiu představili zpěváci světového formátu P!nk, Rihanna či Beyoncé. Proběhla v ní také umělecká představení Disney on Ice a Cirque Du Soleil.
Rekordní koncertní návštěvnost zaznamenalo 9. listopadu 2013 show Beyoncé, která zde odehrála dvě vystoupení za sebou v rámci turné The Mrs. Carter Show World Tour. Překonala tak P!nk, na jejíž čtyři koncerty turné Truth About Love Tour přišlo vždy přes 14 800 diváků. P!nk přesto k roku 2013 zůstala nejvýdělečnějším umělcem perthské arény.

## Basketbal

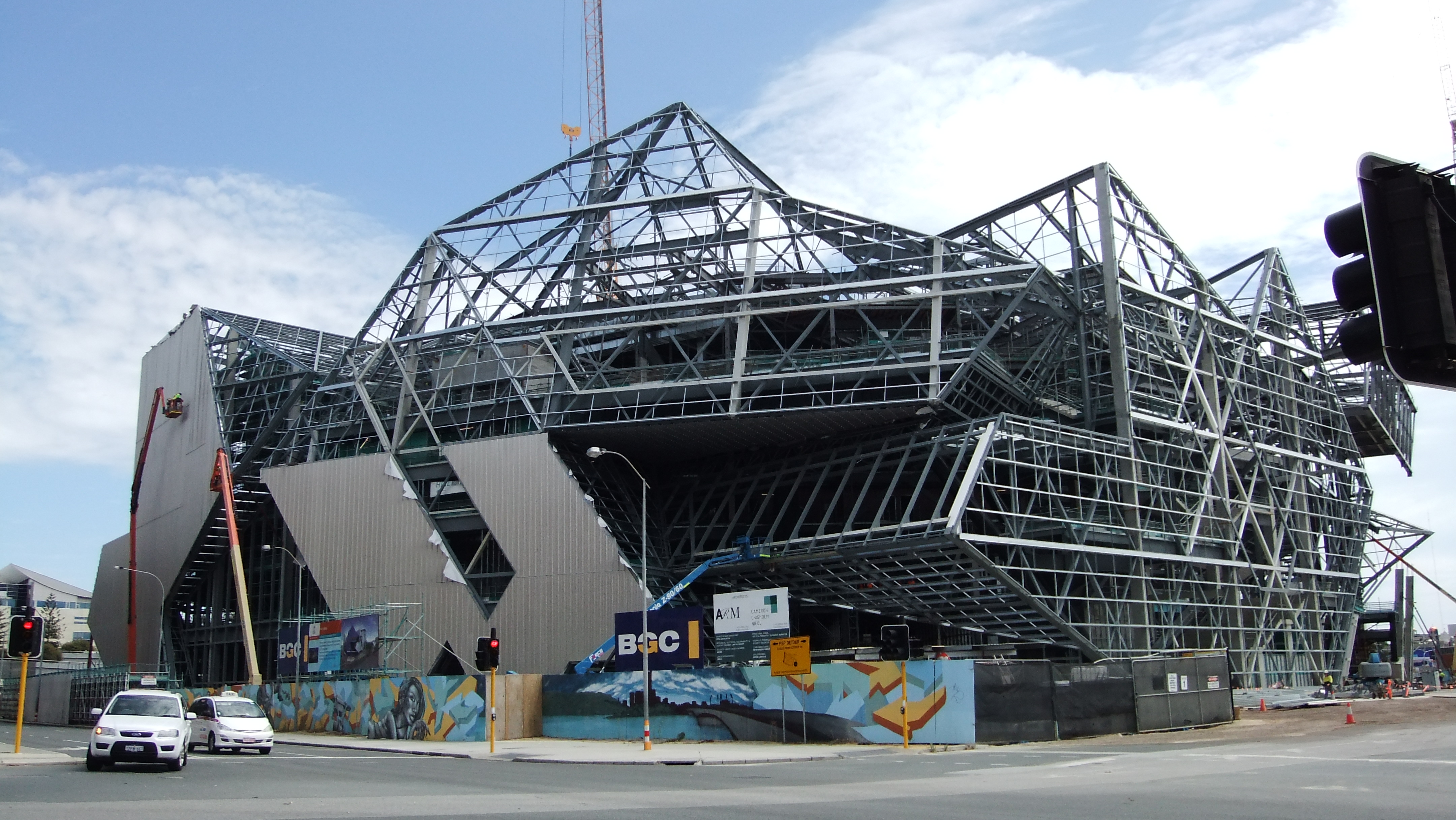
Ocelová konstrukce Perth Arena během výstavby, únor 2011

Premiérový basketbalový zápas australské ligy National Basketball League se v aréně odehrál 16. listopadu 2012. Domácí mužstvo Perth Wildcats v něm podlehlo Adelaide 36ers před kulisou 11 562 fanoušků. Jednalo se o vůbec nejvyšší návštěvnost basketbalového utkání v historii Západní Austrálie, když duel překonal stávající rekord 8 501 návštěvníků z roku 2004 v Burswood Dome. Následně aréna zaznamenala vyšší návštěvnosti. K roku 2013 nejvyšší činila 13 527 osob během utkání grand finále.

## Tenis
Do roku 2019 se v aréně na přelomu prosince a ledna každoročně odehrával Hopmanův pohár, mezinárodní mistrovství ITF smíšených družstev v tenise. Prvním ročníkem se stal Hopman Cup 2013. Dějiště události se do nové haly přemístilo z dómu Burswood. V letech 2020–2022 byla smíšená soutěž ITF nahrazena turnajem mužských týmů ATP Cupem. V roce 2023 vznikl turnaj smíšených družstev United Cup v rámci okruhů ATP Tour a WTA Tour.
Nejvyšší návštěvnost zaznamenalo utkání základní skupiny Hopman Cupu 2019 mezi Švýcarskem a Spojenými státy, když do arény 1. ledna 2019 zavítalo 14 064 diváků. Na dvorci se také představili Roger Federer a Serena Williamsová. Švýcaři vyhráli 2:1 na zápasy. Jednalo se také o nejvíce navštívený tenisový zápas v historii Západní Austrálie. Překonán tak byl rekord ze střetnutí švýcarského a amerického týmu v roce 2018, s počtem 14 029 diváků.. Dřívější rekordní návštěvnost držely zápasy Švýcarska a Německa na Hopman Cupu 2017 při 13 785 divácích, respektive utkání Hopman Cupu 2013 mezi Austrálií a Srbskem z 2. ledna 2013, kdy do haly přišlo 13 509 osob.
Národní svaz Tennis Australia zvolil arénu za dějiště listopadového finále Fed Cupu 2019 mezi Austrálií a Francií. O vítězství Francouzek 3:2 na zápasy rozhodla až závěrečná čtyřhra. Dvoudenní návštěvnost dosáhla výše 26 951 diváků, což znamenalo druhý nejvyšší počet diváků ve finále hraném ve formátu světových skupin.

## Galerie

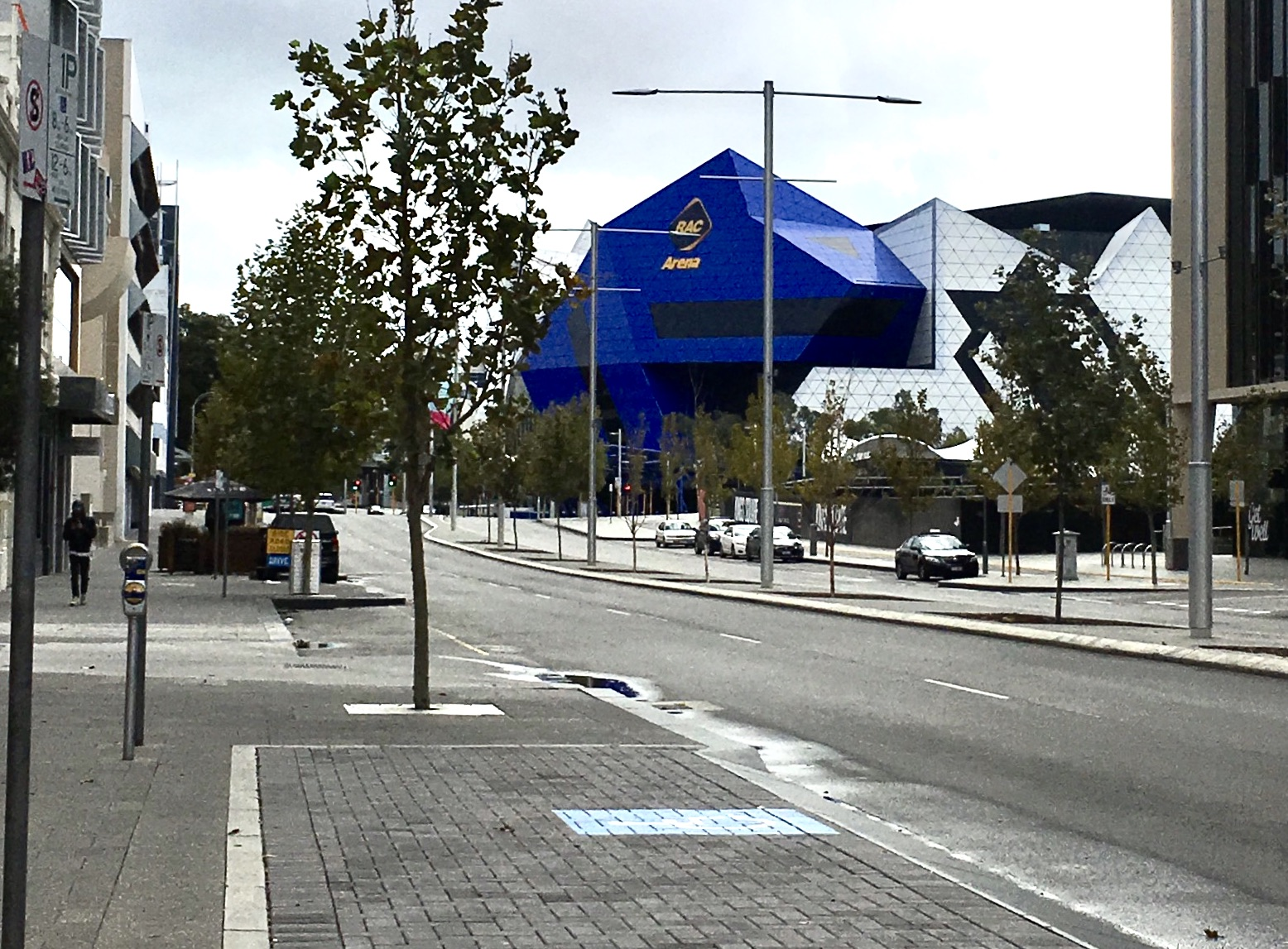
Aréna na Wellingtionské ulici
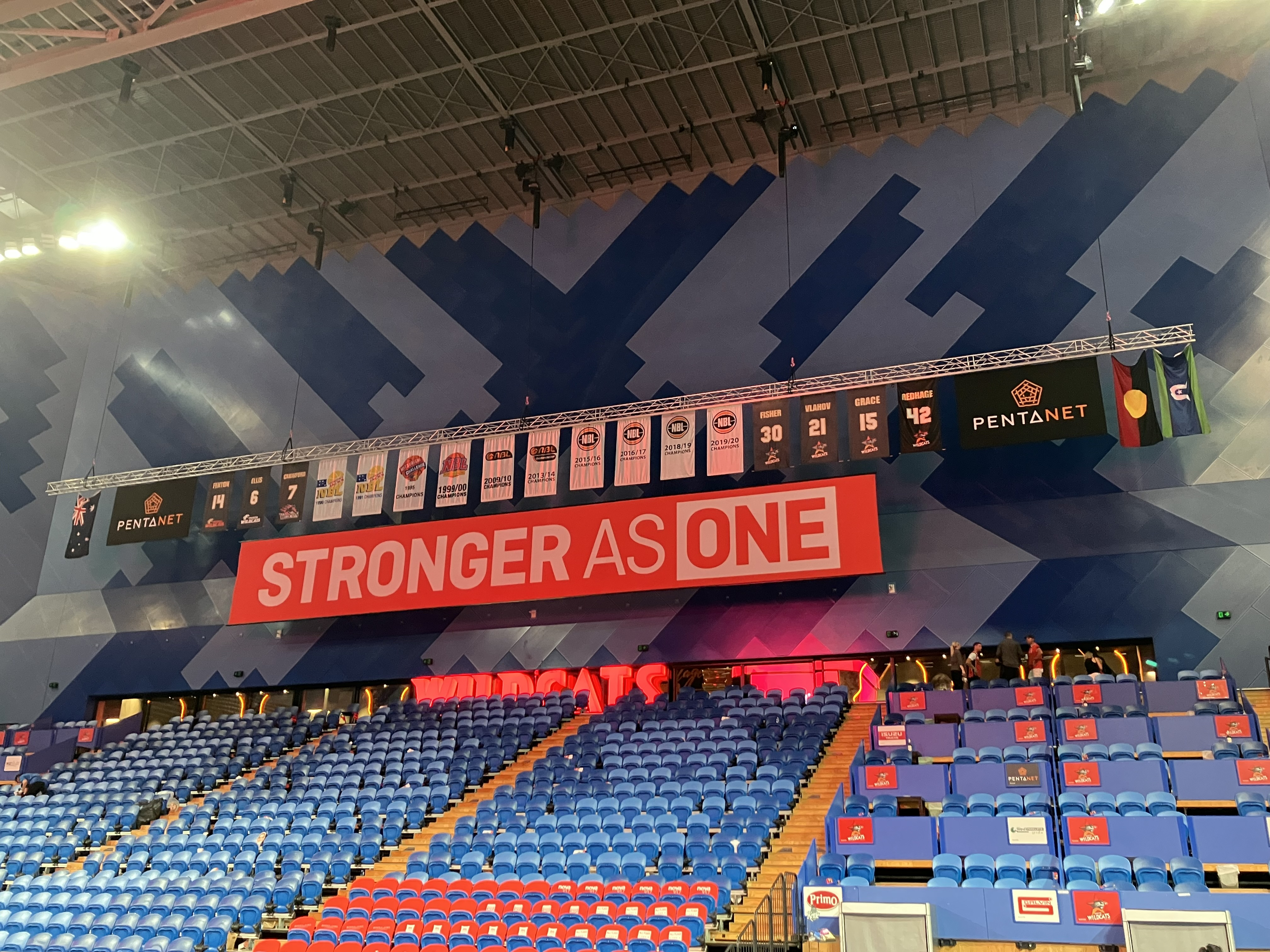
Tribuna
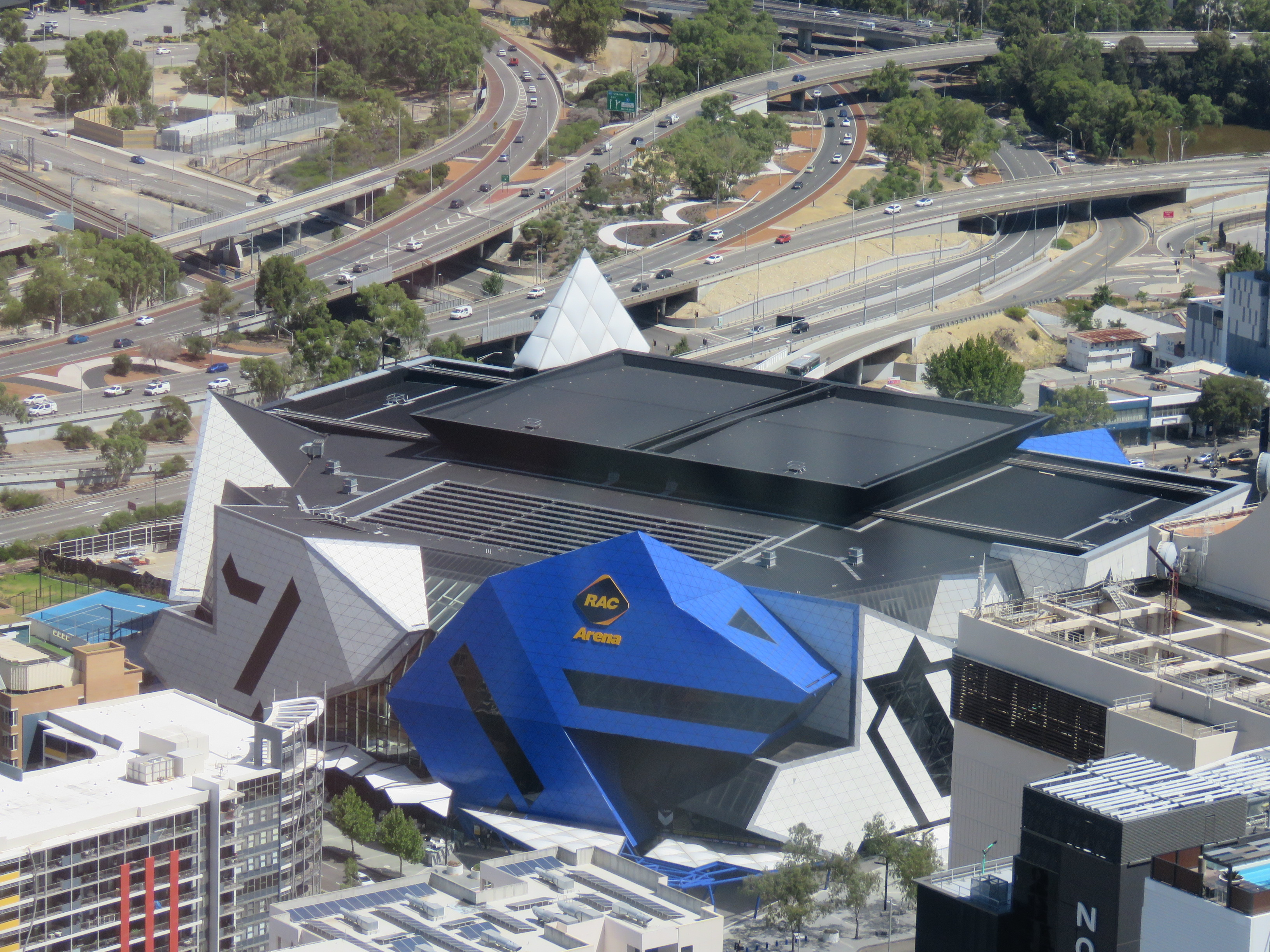
Horní pohled se zataženou střechou
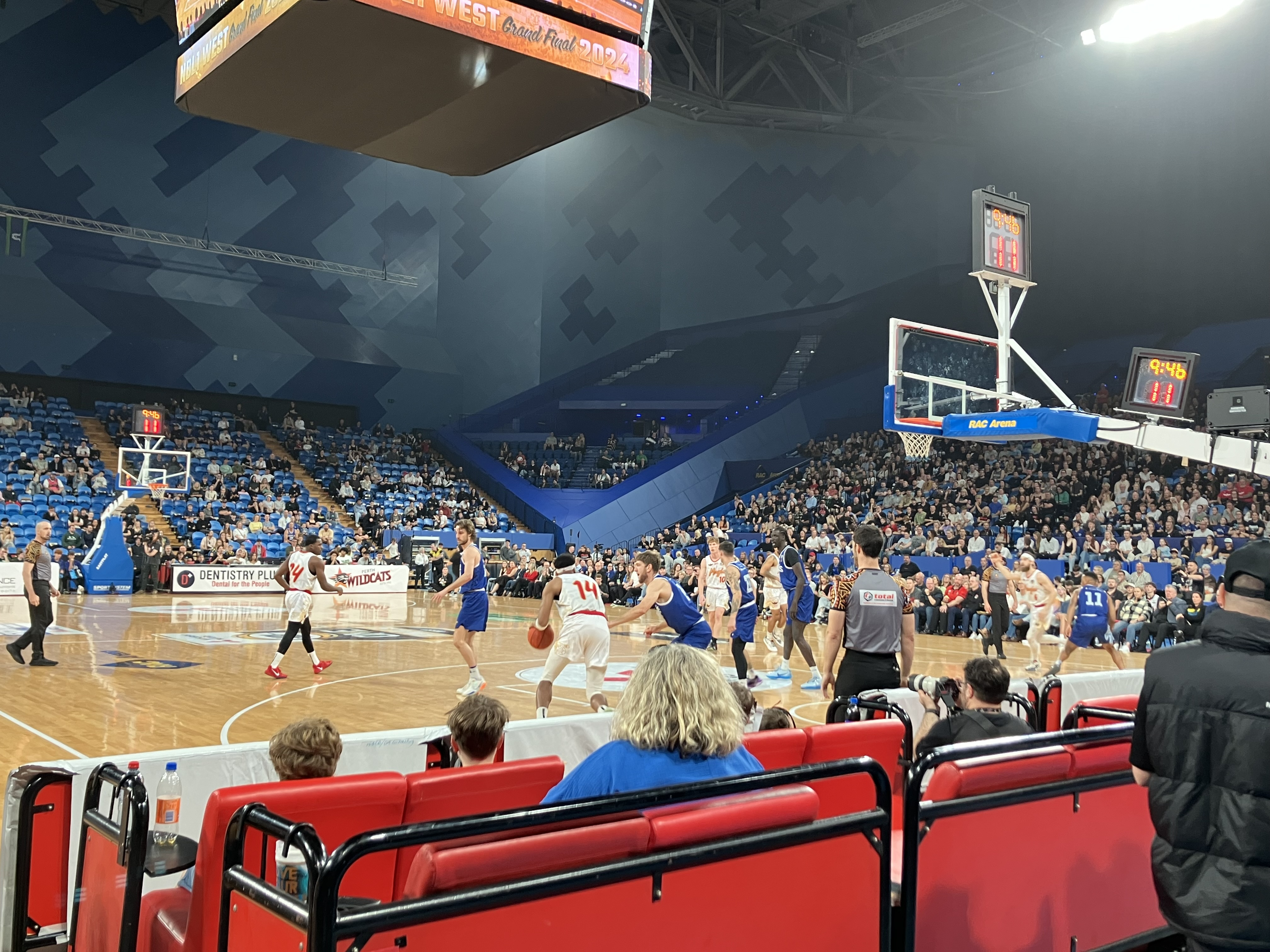
Basketbalové hřiště
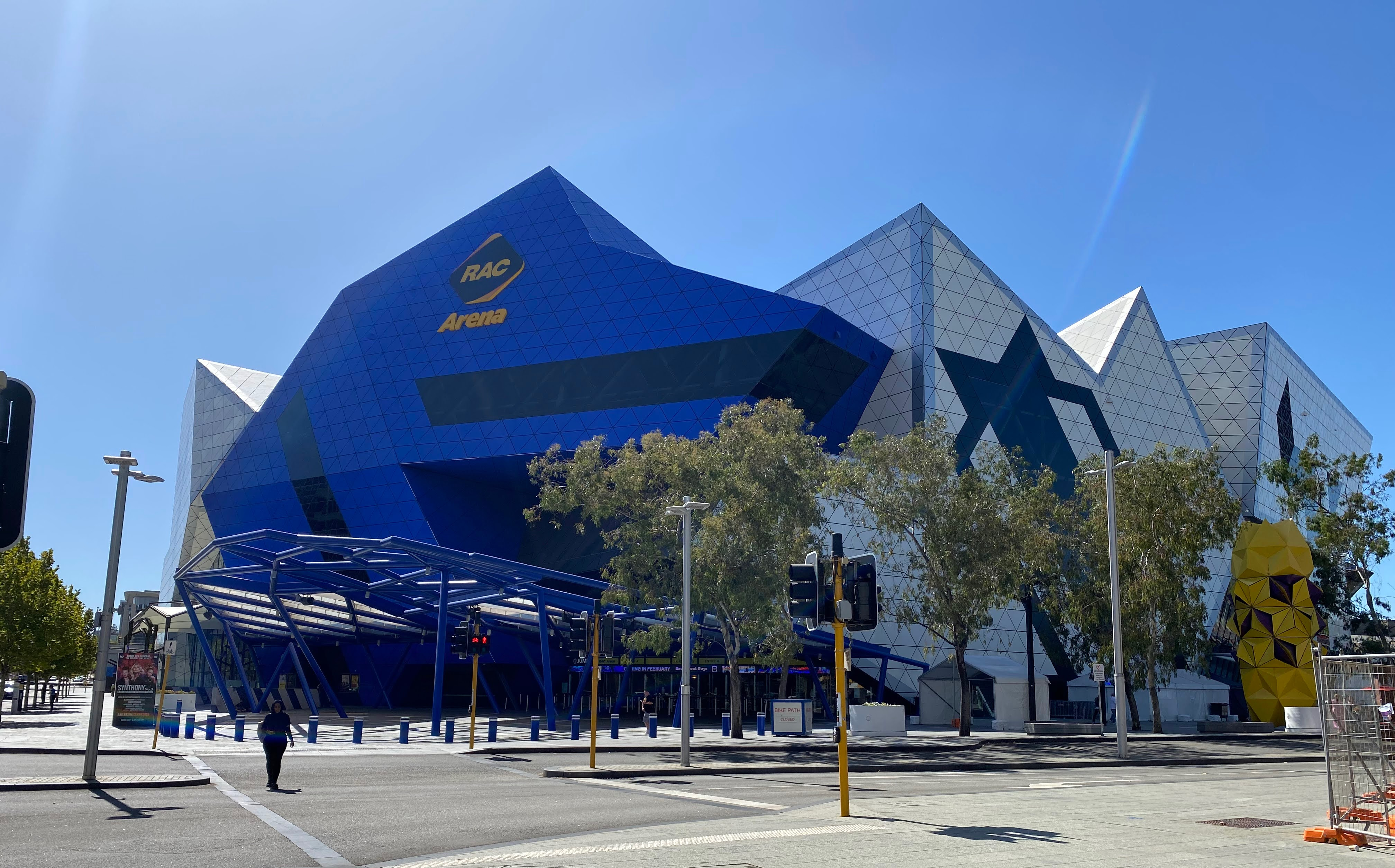
Hlavní vstup
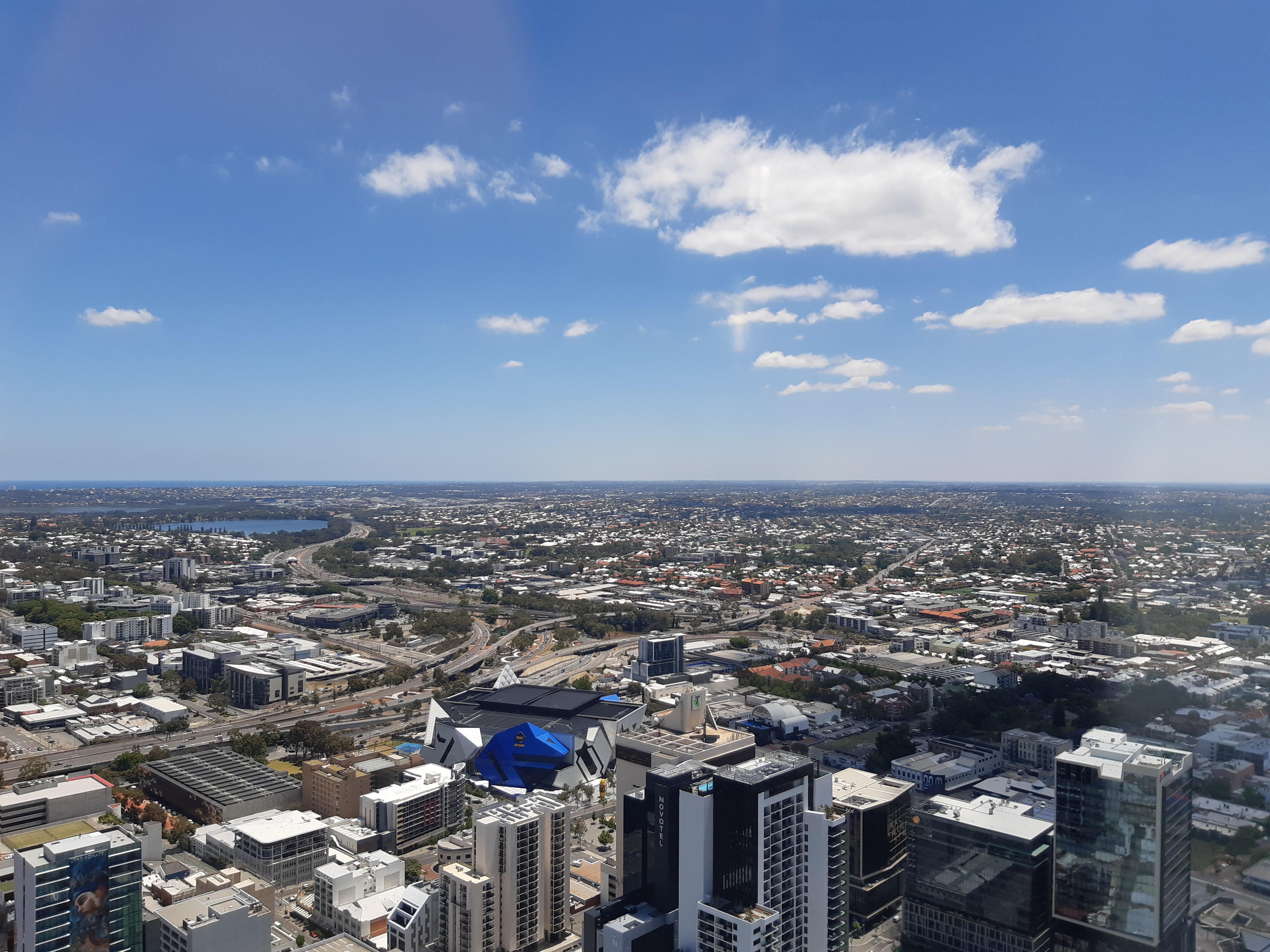
Aréna v perthské zástavbě